# Vuelta a España 2020
Vuelta a España 2020 var den 75. udgave af den spanske Grand Tour Vuelta a España. Det blev afviklet over 18 etaper på samlet 2.846,9 km fra 20. oktober til 8. november. Løbet skulle oprindelig være startet 14. august i Utrecht i Holland.
På grund af coronaviruspandemien blev løbet udsat i to måneder, og de tre første planlagte etaper i Holland aflyst, og starten blev flyttet til Irun. Dette var første gang siden 1961 at Vueltaen startede i Baskerlandet. Løbets seks første etaper blev kørt samtidig med Giro d'Italia.
For at undgå spredning af COVID-19, valgte arrangørerne at lukke af for tilskuere på stigninger på ni etaper. Desuden var der ikke den traditionelle reklamekaravane, og der var begrænsninger på antal personer i start- og målområderne, og holdbusserne parkerede bag lukkede døre, så tilskuere og pressen ikke havde adgang. På det tidspunkt var over 1.000.000 spaniere blevet smittet med virussen under coronaviruspandemien. På grund af smittespredningen blev Spanien efter 6. etape erklæret i undtagelsestilstand, men cykelløbet fortsatte.
Primož Roglič forsvarede sejren fra i fjor og vandt samlet foran Richard Carapaz og Hugh Carthy.

## Etaperne
| Etape     | Dato     | Start – Mål                                | type              | Afstand (km) | Etapevinder      | Førende rytter  |
| --------- | -------- | ------------------------------------------ | ----------------- | ------------ | ---------------- | --------------- |
| 1. etape  | 20. okt. | Irun – Arrate                              | middel bjergetape | 173          | Primož Roglič    | Primož Roglič   |
| 2. etape  | 21. okt. | Pamplona – Lekunberri                      | middel bjergetape | 151,6        | Marc Soler       | Primož Roglič   |
| 3. etape  | 22. okt. | Lodosa – Laguna Negra de Urbión            | middel bjergetape | 166,1        | Daniel Martin    | Primož Roglič   |
| 4. etape  | 23. okt. | Garray – Ejea de los Caballeros            | flad etape        | 191,7        | Sam Bennett      | Primož Roglič   |
| 5. etape  | 24. okt. | Huesca – Sabiñánigo                        | middel bjergetape | 184,4        | Tim Wellens      | Primož Roglič   |
| 6. etape  | 25. okt. | Biescas – Aramón Formigal                  | bjergetape        | 146,4        | Jon Izagirre     | Richard Carapaz |
|           | 26. okt  | Hviledag                                   | Hviledag          |              |                  |                 |
| 7. etape  | 27. okt. | Vitoria-Gasteiz – Villanueva de Valdegovía | middel bjergetape | 159,7        | Michael Woods    | Richard Carapaz |
| 8. etape  | 28. okt. | Logroño – Hornos de Moncalvillo            | bjergetape        | 164          | Primož Roglič    | Richard Carapaz |
| 9. etape  | 29. okt. | Castrillo del Val – Aguilar de Campoo      | flad etape        | 157,7        | Pascal Ackermann | Richard Carapaz |
| 10. etape | 30. okt. | Castro Urdiales – Suances                  | flad etape        | 185          | Primož Roglič    | Primož Roglič   |
| 11. etape | 31. okt. | Villaviciosa – Somiedo Naturpark           | bjergetape        | 170          | David Gaudu      | Primož Roglič   |
| 12. etape | 1. nov.  | Pola de Laviana – Alto de l'Angliru        | bjergetape        | 109,4        | Hugh Carthy      | Richard Carapaz |
|           | 2. nov   | Hviledag                                   | Hviledag          |              |                  |                 |
| 13. etape | 3. nov.  | Muros – Mirador de Ézaro                   | bjergenkeltstart  | 33,7         | Primož Roglič    | Primož Roglič   |
| 14. etape | 4. nov.  | Lugo – Ourense                             | kuperet etape     | 204,7        | Tim Wellens      | Primož Roglič   |
| 15. etape | 5. nov.  | Mos – Puebla de Sanabria                   | kuperet etape     | 230,8        | Jasper Philipsen | Primož Roglič   |
| 16. etape | 6. nov.  | Salamanca – Ciudad Rodrigo                 | kuperet etape     | 162          | Magnus Cort      | Primož Roglič   |
| 17. etape | 7. nov.  | Sequeros – La Covatilla                    | bjergetape        | 178,2        | David Gaudu      | Primož Roglič   |
| 18. etape | 8. nov.  | Hipódromo de la Zarzuela – Madrid          | flad etape        | 139,6        | Pascal Ackermann | Primož Roglič   |

## Trøjernes fordeling gennem løbet
| Etape  | Vinder           | Røde førertrøje | Pointtrøje    | Bjergtrøje       | Ungdomstrøje | Holdkonkurrencen | Mest angrebsivrige |
| ------ | ---------------- | --------------- | ------------- | ---------------- | ------------ | ---------------- | ------------------ |
| 1      | Primož Roglič    | Primož Roglič   | Primož Roglič | Sepp Kuss        | Enric Mas    | Team Jumbo-Visma | Jetse Bol          |
| 2      | Marc Soler       | Primož Roglič   | Primož Roglič | Richard Carapaz  | Enric Mas    | Team Jumbo-Visma | Gonzalo Serrano    |
| 3      | Dan Martin       | Primož Roglič   | Primož Roglič | Richard Carapaz  | Enric Mas    | Team Jumbo-Visma | Willie Smit        |
| 4      | Sam Bennett      | Primož Roglič   | Primož Roglič | Richard Carapaz  | Enric Mas    | Team Jumbo-Visma | Jesús Ezquerra     |
| 5      | Tim Wellens      | Primož Roglič   | Primož Roglič | Tim Wellens      | Enric Mas    | Team Jumbo-Visma | Guillaume Martin   |
| 6      | Jon Izagirre     | Richard Carapaz | Primož Roglič | Tim Wellens      | Enric Mas    | Movistar Team    | Gorka Izagirre     |
| 7      | Michael Woods    | Richard Carapaz | Primož Roglič | Guillaume Martin | Enric Mas    | Movistar Team    | Alejandro Valverde |
| 8      | Primož Roglič    | Richard Carapaz | Primož Roglič | Guillaume Martin | Enric Mas    | Movistar Team    | Stan Dewulf        |
| 9      | Pascal Ackermann | Richard Carapaz | Primož Roglič | Guillaume Martin | Enric Mas    | Movistar Team    | Juan Felipe Osorio |
| 10     | Primož Roglič    | Primož Roglič   | Primož Roglič | Guillaume Martin | Enric Mas    | Movistar Team    | Alex Molenaar      |
| 11     | David Gaudu      | Primož Roglič   | Primož Roglič | Guillaume Martin | Enric Mas    | Movistar Team    | Marc Soler         |
| 12     | Hugh Carthy      | Richard Carapaz | Primož Roglič | Guillaume Martin | Enric Mas    | Movistar Team    | Guillaume Martin   |
| 13     | Primož Roglič    | Primož Roglič   | Primož Roglič | Guillaume Martin | Enric Mas    | Movistar Team    | ikke uddelt        |
| 14     | Tim Wellens      | Primož Roglič   | Primož Roglič | Guillaume Martin | Enric Mas    | Movistar Team    | Marc Soler         |
| 15     | Jasper Philipsen | Primož Roglič   | Primož Roglič | Guillaume Martin | Enric Mas    | Movistar Team    | Guillaume Martin   |
| 16     | Magnus Cort      | Primož Roglič   | Primož Roglič | Guillaume Martin | Enric Mas    | Movistar Team    | Rémi Cavagna       |
| 17     | David Gaudu      | Primož Roglič   | Primož Roglič | Guillaume Martin | Enric Mas    | Movistar Team    | Marc Soler         |
| 18     | Pascal Ackermann | Primož Roglič   | Primož Roglič | Guillaume Martin | Enric Mas    | Movistar Team    | ikke uddelt        |
| Samlet | Samlet           | Primož Roglič   | Primož Roglič | Guillaume Martin | Enric Mas    | Movistar Team    | Rémi Cavagna       |

## Resultater

### Samlede stilling
| \| Samlede stilling \| Samlede stilling \| Samlede stilling \| Samlede stilling \| Samlede stilling \| \| Rytter \| Rytter \| Hold \| Tid \| \| \| ---------------- \| ------------------- \| ---------------------- \| ---------------- \| ---------------- \| \| 1. \| Primož Roglič \| Jumbo-Visma \| 72t 46' 12" \| \| \| 2. \| Richard Carapaz \| Ineos Grenadiers \| + 24" \| \| \| 3. \| Hugh Carthy \| EF Pro Cycling \| + 1' 15" \| \| \| 4. \| Daniel Martin \| Israel Start-Up Nation \| + 2' 43" \| \| \| 5. \| Enric Mas \| Movistar Team \| + 3' 36" \| \| \| 6. \| Wout Poels \| Bahrain McLaren \| + 7' 16" \| \| \| 7. \| David de la Cruz \| UAE Team Emirates \| + 7' 35" \| \| \| 8. \| David Gaudu \| Groupama-FDJ \| + 7' 45" \| \| \| 9. \| Felix Großschartner \| Bora-Hansgrohe \| + 8' 15" \| \| \| 10. \| Alejandro Valverde \| Movistar Team \| + 9' 34" \| \| \| 11. \| Aleksandr Vlasov \| Astana \| + 9' 36" \| \| \| 12. \| George Bennett \| Jumbo-Visma \| + 14' 04" \| \| \| 13. \| Mikel Nieve \| Mitchelton-Scott \| + 14' 47" \| \| \| 14. \| Guillaume Martin \| Cofidis \| + 15' 07" \| \| \| 15. \| Sergio Henao \| UAE Team Emirates \| + 15' 36" \| \| \| 16. \| Sepp Kuss \| Jumbo-Visma \| + 16' 26" \| \| \| 17. \| Mattia Cattaneo \| Deceuninck-Quick Step \| + 17' 45" \| \| \| 18. \| Marc Soler \| Movistar Team \| + 21' 01" \| \| \| 19. \| Gorka Izagirre \| Astana \| + 21' 46" \| \| \| 20. \| Gino Mäder \| NTT Pro Cycling \| + 43' 39" \| \| |                     |                        |             |
| |                     |                        |             |
| Kilde: ProCyclingStats |                     |                        |             |
| Samlede stilling |                     |                        |             |
| Rytter | Rytter              | Hold                   | Tid         |
| 1. | Primož Roglič       | Jumbo-Visma            | 72t 46' 12" |
| 2. | Richard Carapaz     | Ineos Grenadiers       | + 24"       |
| 3. | Hugh Carthy         | EF Pro Cycling         | + 1' 15"    |
| 4. | Daniel Martin       | Israel Start-Up Nation | + 2' 43"    |
| 5. | Enric Mas           | Movistar Team          | + 3' 36"    |
| 6. | Wout Poels          | Bahrain McLaren        | + 7' 16"    |
| 7. | David de la Cruz    | UAE Team Emirates      | + 7' 35"    |
| 8. | David Gaudu         | Groupama-FDJ           | + 7' 45"    |
| 9. | Felix Großschartner | Bora-Hansgrohe         | + 8' 15"    |
| 10. | Alejandro Valverde  | Movistar Team          | + 9' 34"    |
| 11. | Aleksandr Vlasov    | Astana                 | + 9' 36"    |
| 12. | George Bennett      | Jumbo-Visma            | + 14' 04"   |
| 13. | Mikel Nieve         | Mitchelton-Scott       | + 14' 47"   |
| 14. | Guillaume Martin    | Cofidis                | + 15' 07"   |
| 15. | Sergio Henao        | UAE Team Emirates      | + 15' 36"   |
| 16. | Sepp Kuss           | Jumbo-Visma            | + 16' 26"   |
| 17. | Mattia Cattaneo     | Deceuninck-Quick Step  | + 17' 45"   |
| 18. | Marc Soler          | Movistar Team          | + 21' 01"   |
| 19. | Gorka Izagirre      | Astana                 | + 21' 46"   |
| 20. | Gino Mäder          | NTT Pro Cycling        | + 43' 39"   |

### Pointkonkurrencen
| Pointkonkurrence | Pointkonkurrence | Pointkonkurrence       | Pointkonkurrence | Pointkonkurrence |
| Rytter           | Rytter           | Hold                   | Point            |                  |
| ---------------- | ---------------- | ---------------------- | ---------------- | ---------------- |
| 1.               | Primož Roglič    | Jumbo-Visma            | 204 point        |                  |
| 2.               | Richard Carapaz  | Ineos Grenadiers       | 133 point        |                  |
| 3.               | Daniel Martin    | Israel Start-Up Nation | 111 point        |                  |
| 4.               | Hugh Carthy      | EF Pro Cycling         | 96 point         |                  |
| 5.               | Guillaume Martin | Cofidis                | 87 point         |                  |
| 6.               | Pascal Ackermann | Bora-Hansgrohe         | 84 point         |                  |
| 7.               | Jasper Philipsen | UAE Team Emirates      | 80 point         |                  |
| 8.               | Marc Soler       | Movistar Team          | 73 point         |                  |
| 9.               | Michael Woods    | EF Pro Cycling         | 72 point         |                  |
| 10.              | Enric Mas        | Movistar Team          | 71 point         |                  |

### Bjergkonkurrencen
| Bjergkonkurrence | Bjergkonkurrence | Bjergkonkurrence       | Bjergkonkurrence | Bjergkonkurrence |
| Rytter           | Rytter           | Hold                   | Point            |                  |
| ---------------- | ---------------- | ---------------------- | ---------------- | ---------------- |
| 1.               | Guillaume Martin | Cofidis                | 99 point         |                  |
| 2.               | Tim Wellens      | Lotto-Soudal           | 34 point         |                  |
| 3.               | Richard Carapaz  | Ineos Grenadiers       | 30 point         |                  |
| 4.               | David Gaudu      | Groupama-FDJ           | 29 point         |                  |
| 5.               | Sepp Kuss        | Jumbo-Visma            | 27 point         |                  |
| 6.               | Primož Roglič    | Jumbo-Visma            | 24 point         |                  |
| 7.               | Hugh Carthy      | EF Pro Cycling         | 21 point         |                  |
| 8.               | Michael Woods    | EF Pro Cycling         | 21 point         |                  |
| 9.               | Rui Costa        | UAE Team Emirates      | 21 point         |                  |
| 10.              | Daniel Martin    | Israel Start-Up Nation | 20 point         |                  |

### Ungdomskonkurrencen
| Ungdomskonkurrence | Ungdomskonkurrence  | Ungdomskonkurrence | Ungdomskonkurrence | Ungdomskonkurrence |
| Rytter             | Rytter              | Hold               | Tid                |                    |
| ------------------ | ------------------- | ------------------ | ------------------ | ------------------ |
| 1.                 | Enric Mas           | Movistar Team      | 72t 49' 48"        |                    |
| 2.                 | David Gaudu         | Groupama-FDJ       | + 4' 09"           |                    |
| 3.                 | Aleksandr Vlasov    | Astana             | + 6' 00"           |                    |
| 4.                 | Gino Mäder          | NTT Pro Cycling    | + 40' 03"          |                    |
| 5.                 | Georg Zimmermann    | CCC Team           | + 42' 04"          |                    |
| 6.                 | Will Barta          | CCC Team           | + 46' 28"          |                    |
| 7.                 | Kobe Goossens       | Lotto-Soudal       | + 59' 21"          |                    |
| 8.                 | Clément Champoussin | AG2R La Mondiale   | + 1t 17' 44"       |                    |
| 9.                 | Robert Power        | Team Sunweb        | + 1t 30' 22"       |                    |
| 10.                | Dorian Godon        | AG2R La Mondiale   | + 1t 38' 24"       |                    |

### Holdkonkurrencen
| Holdkonkurrence | Holdkonkurrence   | Holdkonkurrence | Holdkonkurrence |
| Hold            | Hold              | Tid             |                 |
| --------------- | ----------------- | --------------- | --------------- |
| 1.              | Movistar Team     | 218t 37' 21"    |                 |
| 2.              | Jumbo-Visma       | + 10' 23"       |                 |
| 3.              | Astana            | + 40' 09"       |                 |
| 4.              | UAE Team Emirates | + 1t 04' 05"    |                 |
| 5.              | Mitchelton-Scott  | + 1t 08' 33"    |                 |
| 6.              | Cofidis           | + 1t 44' 20"    |                 |
| 7.              | Ineos Grenadiers  | + 2t 32' 28"    |                 |
| 8.              | Groupama-FDJ      | + 2t 44' 38"    |                 |
| 9.              | Team Sunweb       | + 3t 08' 29"    |                 |
| 10.             | EF Pro Cycling    | + 3t 12' 25"    |                 |

## Hold og ryttere
I henhold til reglerne fra UCI har de 19 WorldTeams en automatisk startret og en startforpligtelse. Arrangøren Unipublic inviterede to spanske ProTeams til at deltage i løbet. Det franske hold Total Direct Énergie havde også ret til at starte som det bedste ProTeam i 2019-sæsonen.
I alt 176 ryttere fra 22 cykelhold stillede til start. Gennemsnitsalderen for alle startende rytterne var 28,5 år. Den yngste var den 20-årige belgier Ilan Van Wilder fra Team Sunweb. Han gennemførte ikke 1. etape. Den ældste deltager var 40-årige Alejandro Valverde fra Movistar Team.
| UCI WorldTeams (19)- AG2R La Mondiale - Astana - Bahrain McLaren - Bora-Hansgrohe - CCC Team - Cofidis - Deceuninck-Quick Step - EF Pro Cycling - Groupama-FDJ - Israel Start-Up Nation - Lotto Soudal - Mitchelton-Scott - Movistar Team - NTT Pro Cycling - Ineos Grenadiers - Jumbo-Visma - Team Sunweb - Trek-Segafredo - UAE Team Emirates UCI ProTeams (3)- Burgos-BH - Caja Rural-Seguros RGA - Total Direct Énergie |
| |

### Danske ryttere
| Danske ryttere på startlisten |                  |                       |           |
| Rygnummer                     | Rytter           | Hold                  | Placering |
| 8                             | Jonas Vingegaard | Team Jumbo-Visma      | 46        |
| 15                            | Michael Mørkøv   | Deceuninck-Quick Step | 121       |
| 34                            | Niklas Eg        | Trek-Segafredo        | 59        |
| 36                            | Alexander Kamp   | Trek-Segafredo        | DNF-14    |
| 104                           | Magnus Cort      | EF Pro Cycling        | 67        |
| 166                           | Michael Valgren  | NTT Pro Cycling       | 33        |

* DNF = gennemførte ikke

### Startliste
| Jumbo-Visma TJV | Jumbo-Visma TJV                | Jumbo-Visma TJV |
| --------------- | ------------------------------ | --------------- |
| Nr.             | Rytter                         | Placering       |
| 1               | Primož Roglič (SLO) (landevej) | 1.              |
| 2               | George Bennett (NZL)           | 12.             |
| 3               | Tom Dumoulin (NED)             | DNS-8           |
| 4               | Robert Gesink (NED)            | 35.             |
| 5               | Lennard Hofstede (NED)         | 51.             |
| 6               | Sepp Kuss (USA)                | 16.             |
| 7               | Paul Martens (GER)             | 109.            |
| 8               | Jonas Vingegaard (DEN)         | 46.             |

| Deceuninck-Quick Step DQT | Deceuninck-Quick Step DQT | Deceuninck-Quick Step DQT |
| ------------------------- | ------------------------- | ------------------------- |
| Nr.                       | Rytter                    | Placering                 |
| 11                        | Sam Bennett (IRL)         | 137.                      |
| 12                        | Andrea Bagioli (ITA)      | DNF-16                    |
| 13                        | Mattia Cattaneo (ITA)     | 17.                       |
| 14                        | Ian Garrison (USA)        | 127.                      |
| 15                        | Michael Mørkøv (DEN)      | 121.                      |
| 16                        | Jannik Steimle (GER)      | 83.                       |
| 17                        | Zdeněk Štybar (CZE)       | 102.                      |
| 18                        | Rémi Cavagna (FRA)        | 84.                       |

| UAE Team Emirates UAD | UAE Team Emirates UAD            | UAE Team Emirates UAD |
| --------------------- | -------------------------------- | --------------------- |
| Nr.                   | Rytter                           | Placering             |
| 21                    | David de la Cruz (ESP)           | 7.                    |
| 22                    | Rui Costa (POR) (landevej)       | 44.                   |
| 23                    | Davide Formolo (ITA)             | DNS-18                |
| 24                    | Sergio Henao (COL)               | 15.                   |
| 25                    | Jasper Philipsen (BEL)           | 85.                   |
| 26                    | Aljaksandr Rabusjenka (BLR)      | 90.                   |
| 27                    | Ivo Oliveira (POR) (enkeltstart) | 101.                  |
| 28                    | Rui Oliveira (POR)               | 119.                  |

| Trek-Segafredo TFS | Trek-Segafredo TFS     | Trek-Segafredo TFS |
| ------------------ | ---------------------- | ------------------ |
| Nr.                | Rytter                 | Placering          |
| 31                 | Juan Pedro López (ESP) | 42.                |
| 32                 | Matteo Moschetti (ITA) | HD-7               |
| 33                 | Koen de Kort (NED)     | 82.                |
| 34                 | Niklas Eg (DEN)        | 59.                |
| 35                 | Kenny Elissonde (FRA)  | DNS-8              |
| 36                 | Alexander Kamp (DEN)   | DNF-14             |
| 37                 | Emīls Liepiņš (LAT)    | 124.               |
| 38                 | Michel Ries (LUX)      | 60.                |

| Team Sunweb SUN | Team Sunweb SUN       | Team Sunweb SUN |
| --------------- | --------------------- | --------------- |
| Nr.             | Rytter                | Placering       |
| 41              | Robert Power (AUS)    | 37.             |
| 42              | Thymen Arensman (NED) | 41.             |
| 43              | Mark Donovan (GBR)    | 48.             |
| 44              | Max Kanter (GER)      | 112.            |
| 45              | Martin Salmon (GER)   | DNF-14          |
| 46              | Michael Storer (AUS)  | 40.             |
| 47              | Ilan Van Wilder (BEL) | DNF-1           |
| 48              | Jasha Sütterlin (GER) | 55.             |

| Astana AST | Astana AST                         | Astana AST |
| ---------- | ---------------------------------- | ---------- |
| Nr.        | Rytter                             | Placering  |
| 51         | Aleksandr Vlasov (RUS)             | 11.        |
| 52         | Alex Aranburu (ESP)                | 75.        |
| 53         | Dmitrij Gruzdev (KAZ)              | 93.        |
| 54         | Omar Fraile (ESP)                  | 64.        |
| 55         | Jon Izagirre (ESP)                 | 29.        |
| 56         | Merhawi Kudus (ERI)                | 58.        |
| 57         | Gorka Izagirre (ESP)               | 19.        |
| 58         | Luis León Sánchez (ESP) (landevej) | DNS-16     |

| Bora-Hansgrohe BOH | Bora-Hansgrohe BOH        | Bora-Hansgrohe BOH |
| ------------------ | ------------------------- | ------------------ |
| Nr.                | Rytter                    | Placering          |
| 61                 | Pascal Ackermann (GER)    | 131.               |
| 62                 | Martin Laas (EST)         | 140.               |
| 63                 | Felix Großschartner (AUT) | 9.                 |
| 64                 | Jay McCarthy (AUS)        | DNF-7              |
| 65                 | Ide Schelling (NED)       | 69.                |
| 66                 | Andreas Schillinger (GER) | 123.               |
| 67                 | Michael Schwarzmann (GER) | 122.               |
| 68                 | Rüdiger Selig (GER)       | 141.               |

| Ineos Grenadiers IGD | Ineos Grenadiers IGD   | Ineos Grenadiers IGD |
| -------------------- | ---------------------- | -------------------- |
| Nr.                  | Rytter                 | Placering            |
| 71                   | Chris Froome (GBR)     | 98.                  |
| 72                   | Richard Carapaz (ECU)  | 2.                   |
| 73                   | Andrey Amador (CRC)    | 52.                  |
| 74                   | Michał Gołaś (POL)     | DNS-8                |
| 75                   | Brandon Rivera (COL)   | DNF-2                |
| 76                   | Iván Sosa (COL)        | 62.                  |
| 77                   | Dylan van Baarle (NED) | 49.                  |
| 78                   | Cameron Wurf (AUS)     | 95.                  |

| Mitchelton-Scott MTS | Mitchelton-Scott MTS      | Mitchelton-Scott MTS |
| -------------------- | ------------------------- | -------------------- |
| Nr.                  | Rytter                    | Placering            |
| 81                   | Esteban Chaves (COL)      | 27.                  |
| 82                   | Tsgabu Grmay (ETH)        | 54.                  |
| 83                   | Mikel Nieve (ESP)         | 13.                  |
| 84                   | Nick Schultz (AUS)        | 25.                  |
| 85                   | Callum Scotson (AUS)      | 88.                  |
| 86                   | Dion Smith (NZL)          | 74.                  |
| 87                   | Robert Stannard (AUS)     | 76.                  |
| 88                   | Alexander Edmondson (AUS) | 135.                 |

| Groupama-FDJ GFC | Groupama-FDJ GFC         | Groupama-FDJ GFC |
| ---------------- | ------------------------ | ---------------- |
| Nr.              | Rytter                   | Placering        |
| 91               | Thibaut Pinot (FRA)      | DNS-3            |
| 92               | Bruno Armirail (FRA)     | 28.              |
| 93               | Mickaël Delage (FRA)     | 142.             |
| 94               | David Gaudu (FRA)        | 8.               |
| 95               | Matthieu Ladagnous (FRA) | DNF-11           |
| 96               | Olivier Le Gac (FRA)     | 68.              |
| 97               | Anthony Roux (FRA)       | 66.              |
| 98               | Romain Seigle (FRA)      | DNF-7            |

| EF Pro Cycling EF1 | EF Pro Cycling EF1                  | EF Pro Cycling EF1 |
| ------------------ | ----------------------------------- | ------------------ |
| Nr.                | Rytter                              | Placering          |
| 101                | Daniel Martínez (COL) (enkeltstart) | DNS-4              |
| 102                | Hugh Carthy (GBR)                   | 3.                 |
| 103                | Mitchell Docker (AUS)               | 132.               |
| 104                | Magnus Cort (DEN)                   | 67.                |
| 105                | Logan Owen (USA)                    | 105.               |
| 106                | Julius van den Berg (NED)           | 126.               |
| 107                | Tejay van Garderen (USA)            | 113.               |
| 108                | Michael Woods (CAN)                 | 34.                |

| Bahrain McLaren TBM | Bahrain McLaren TBM     | Bahrain McLaren TBM |
| ------------------- | ----------------------- | ------------------- |
| Nr.                 | Rytter                  | Placering           |
| 111                 | Wout Poels (NED)        | 6.                  |
| 112                 | Grega Bole (SLO)        | DNF-5               |
| 113                 | Santiago Buitrago (COL) | 53.                 |
| 114                 | Scott Davies (GBR)      | 111.                |
| 115                 | Kevin Inkelaar (NED)    | 138.                |
| 116                 | Matej Mohorič (SLO)     | DNS-3               |
| 117                 | Fred Wright (GBR)       | 91.                 |
| 118                 | Stephen Williams (GBR)  | DNS-11              |

| AG2R La Mondiale ALM | AG2R La Mondiale ALM      | AG2R La Mondiale ALM |
| -------------------- | ------------------------- | -------------------- |
| Nr.                  | Rytter                    | Placering            |
| 121                  | Clément Champoussin (FRA) | 31.                  |
| 122                  | Mathias Frank (SUI)       | DNF-1                |
| 123                  | Alexandre Geniez (FRA)    | DNF-1                |
| 124                  | Dorian Godon (FRA)        | 38.                  |
| 125                  | Nans Peters (FRA)         | 36.                  |
| 126                  | Harry Tanfield (GBR)      | DNF-15               |
| 127                  | Quentin Jauregui (FRA)    | DNF-11               |
| 128                  | Axel Domont (FRA)         | DNF-2                |

| CCC Team CCC | CCC Team CCC            | CCC Team CCC |
| ------------ | ----------------------- | ------------ |
| Nr.          | Rytter                  | Placering    |
| 131          | Simon Geschke (GER)     | DNS-4        |
| 132          | Will Barta (USA)        | 22.          |
| 133          | Jan Hirt (CZE)          | 56.          |
| 134          | Jakub Mareczko (ITA)    | DNF-11       |
| 135          | Michał Paluta (POL)     | 118.         |
| 136          | Łukasz Wiśniowski (POL) | 115.         |
| 137          | Georg Zimmermann (GER)  | 21.          |
| 138          | Francisco Ventoso (ESP) | DNF-5        |

| Lotto-Soudal LTS | Lotto-Soudal LTS         | Lotto-Soudal LTS |
| ---------------- | ------------------------ | ---------------- |
| Nr.              | Rytter                   | Placering        |
| 141              | Tim Wellens (BEL)        | 78.              |
| 142              | Gerben Thijssen (BEL)    | DNF-15           |
| 143              | Stan Dewulf (BEL)        | 70.              |
| 144              | Kobe Goossens (BEL)      | 24.              |
| 145              | Tomasz Marczyński (POL)  | 108.             |
| 146              | Rémy Mertz (BEL)         | 104.             |
| 147              | Tosh Van der Sande (BEL) | 96.              |
| 148              | Brent Van Moer (BEL)     | 100.             |

| Cofidis COF | Cofidis COF                      | Cofidis COF |
| ----------- | -------------------------------- | ----------- |
| Nr.         | Rytter                           | Placering   |
| 151         | Guillaume Martin (FRA)           | 14.         |
| 152         | Fernando Barceló (ESP)           | DNS-6       |
| 153         | Natnael Berhane (ERI) (landevej) | DNF-5       |
| 154         | José Herrada (ESP)               | 26.         |
| 155         | Victor Lafay (FRA)               | 81.         |
| 156         | Luis Ángel Maté (ESP)            | 23.         |
| 157         | Emmanuel Morin (FRA)             | 134.        |
| 158         | Pierre-Luc Périchon (FRA)        | 97.         |

| NTT Pro Cycling NTT | NTT Pro Cycling NTT               | NTT Pro Cycling NTT |
| ------------------- | --------------------------------- | ------------------- |
| Nr.                 | Rytter                            | Placering           |
| 161                 | Carlos Barbero (ESP)              | 107.                |
| 162                 | Stefan de Bod (RSA)               | 94.                 |
| 163                 | Nicholas Dlamini (RSA)            | DNF-11              |
| 164                 | Benjamin Dyball (AUS)             | 130.                |
| 165                 | Enrico Gasparotto (SUI)           | 120.                |
| 166                 | Michael Valgren (DEN)             | 33.                 |
| 167                 | Reinardt Janse van Rensburg (RSA) | 103.                |
| 168                 | Gino Mäder (SUI)                  | 20.                 |

| Movistar Team MOV | Movistar Team MOV        | Movistar Team MOV |
| ----------------- | ------------------------ | ----------------- |
| Nr.               | Rytter                   | Placering         |
| 171               | Alejandro Valverde (ESP) | 10.               |
| 172               | Jorge Arcas (ESP)        | 77.               |
| 173               | Imanol Erviti (ESP)      | 47.               |
| 174               | Enric Mas (ESP)          | 5.                |
| 175               | Nelson Oliveira (POR)    | 39.               |
| 176               | José Joaquín Rojas (ESP) | 32.               |
| 177               | Marc Soler (ESP)         | 18.               |
| 178               | Carlos Verona (ESP)      | 30.               |

| Israel Start-Up Nation ISN | Israel Start-Up Nation ISN | Israel Start-Up Nation ISN |
| -------------------------- | -------------------------- | -------------------------- |
| Nr.                        | Rytter                     | Placering                  |
| 181                        | Daniel Martin (IRL)        | 4.                         |
| 182                        | Omer Goldstein (ISR)       | 106.                       |
| 183                        | Reto Hollenstein (SUI)     | 72.                        |
| 184                        | James Piccoli (CAN)        | 125.                       |
| 185                        | Mihkel Räim (EST)          | 139.                       |
| 186                        | Alexis Renard (FRA)        | DNF-14                     |
| 187                        | Rory Sutherland (AUS)      | 129.                       |
| 188                        | Matteo Badilatti (SUI)     | 110.                       |

| Total Direct Énergie TDE | Total Direct Énergie TDE | Total Direct Énergie TDE |
| ------------------------ | ------------------------ | ------------------------ |
| Nr.                      | Rytter                   | Placering                |
| 191                      | Niki Terpstra (NED)      | 136.                     |
| 192                      | Lorrenzo Manzin (FRA)    | 133.                     |
| 193                      | Valentin Ferron (FRA)    | 87.                      |
| 194                      | Jonathan Hivert (FRA)    | 86.                      |
| 195                      | Pim Ligthart (NED)       | DNF-15                   |
| 196                      | Paul Ourselin (FRA)      | 79.                      |
| 197                      | Romain Sicard (FRA)      | 45.                      |
| 198                      | Julien Simon (FRA)       | 65.                      |

| Caja Rural-Seguros RGA CJR | Caja Rural-Seguros RGA CJR     | Caja Rural-Seguros RGA CJR |
| -------------------------- | ------------------------------ | -------------------------- |
| Nr.                        | Rytter                         | Placering                  |
| 201                        | Jonathan Lastra (ESP)          | 61.                        |
| 202                        | Jon Aberasturi (ESP)           | 117.                       |
| 203                        | Julen Amezqueta (ESP)          | 50.                        |
| 204                        | Aritz Bagües (ESP)             | 92.                        |
| 205                        | Jefferson Alveiro Cepeda (ECU) | 116.                       |
| 206                        | Jhojan García (COL)            | 71.                        |
| 207                        | Héctor Sáez (ESP)              | DNF-11                     |
| 208                        | Gonzalo Serrano (ESP)          | 57.                        |

| Burgos-BH BBH | Burgos-BH BBH            | Burgos-BH BBH |
| ------------- | ------------------------ | ------------- |
| Nr.           | Rytter                   | Placering     |
| 211           | Ángel Madrazo (ESP)      | 43.           |
| 212           | Jetse Bol (NED)          | 80.           |
| 213           | Óscar Cabedo (ESP)       | 63.           |
| 214           | Jesús Ezquerra (ESP)     | 89.           |
| 215           | Alex Molenaar (NED)      | 128.          |
| 216           | Juan Felipe Osorio (COL) | 114.          |
| 217           | Willie Smit (RSA)        | 73.           |
| 218           | Ricardo Vilela (POR)     | 99.           |

| Jumbo-Visma TJV | Jumbo-Visma TJV                | Jumbo-Visma TJV |
| --------------- | ------------------------------ | --------------- |
| Nr.             | Rytter                         | Placering       |
| 1               | Primož Roglič (SLO) (landevej) | 1.              |
| 2               | George Bennett (NZL)           | 12.             |
| 3               | Tom Dumoulin (NED)             | DNS-8           |
| 4               | Robert Gesink (NED)            | 35.             |
| 5               | Lennard Hofstede (NED)         | 51.             |
| 6               | Sepp Kuss (USA)                | 16.             |
| 7               | Paul Martens (GER)             | 109.            |
| 8               | Jonas Vingegaard (DEN)         | 46.             |

| Deceuninck-Quick Step DQT | Deceuninck-Quick Step DQT | Deceuninck-Quick Step DQT |
| ------------------------- | ------------------------- | ------------------------- |
| Nr.                       | Rytter                    | Placering                 |
| 11                        | Sam Bennett (IRL)         | 137.                      |
| 12                        | Andrea Bagioli (ITA)      | DNF-16                    |
| 13                        | Mattia Cattaneo (ITA)     | 17.                       |
| 14                        | Ian Garrison (USA)        | 127.                      |
| 15                        | Michael Mørkøv (DEN)      | 121.                      |
| 16                        | Jannik Steimle (GER)      | 83.                       |
| 17                        | Zdeněk Štybar (CZE)       | 102.                      |
| 18                        | Rémi Cavagna (FRA)        | 84.                       |

| UAE Team Emirates UAD | UAE Team Emirates UAD            | UAE Team Emirates UAD |
| --------------------- | -------------------------------- | --------------------- |
| Nr.                   | Rytter                           | Placering             |
| 21                    | David de la Cruz (ESP)           | 7.                    |
| 22                    | Rui Costa (POR) (landevej)       | 44.                   |
| 23                    | Davide Formolo (ITA)             | DNS-18                |
| 24                    | Sergio Henao (COL)               | 15.                   |
| 25                    | Jasper Philipsen (BEL)           | 85.                   |
| 26                    | Aljaksandr Rabusjenka (BLR)      | 90.                   |
| 27                    | Ivo Oliveira (POR) (enkeltstart) | 101.                  |
| 28                    | Rui Oliveira (POR)               | 119.                  |

| Trek-Segafredo TFS | Trek-Segafredo TFS     | Trek-Segafredo TFS |
| ------------------ | ---------------------- | ------------------ |
| Nr.                | Rytter                 | Placering          |
| 31                 | Juan Pedro López (ESP) | 42.                |
| 32                 | Matteo Moschetti (ITA) | HD-7               |
| 33                 | Koen de Kort (NED)     | 82.                |
| 34                 | Niklas Eg (DEN)        | 59.                |
| 35                 | Kenny Elissonde (FRA)  | DNS-8              |
| 36                 | Alexander Kamp (DEN)   | DNF-14             |
| 37                 | Emīls Liepiņš (LAT)    | 124.               |
| 38                 | Michel Ries (LUX)      | 60.                |

| Team Sunweb SUN | Team Sunweb SUN       | Team Sunweb SUN |
| --------------- | --------------------- | --------------- |
| Nr.             | Rytter                | Placering       |
| 41              | Robert Power (AUS)    | 37.             |
| 42              | Thymen Arensman (NED) | 41.             |
| 43              | Mark Donovan (GBR)    | 48.             |
| 44              | Max Kanter (GER)      | 112.            |
| 45              | Martin Salmon (GER)   | DNF-14          |
| 46              | Michael Storer (AUS)  | 40.             |
| 47              | Ilan Van Wilder (BEL) | DNF-1           |
| 48              | Jasha Sütterlin (GER) | 55.             |

| Astana AST | Astana AST                         | Astana AST |
| ---------- | ---------------------------------- | ---------- |
| Nr.        | Rytter                             | Placering  |
| 51         | Aleksandr Vlasov (RUS)             | 11.        |
| 52         | Alex Aranburu (ESP)                | 75.        |
| 53         | Dmitrij Gruzdev (KAZ)              | 93.        |
| 54         | Omar Fraile (ESP)                  | 64.        |
| 55         | Jon Izagirre (ESP)                 | 29.        |
| 56         | Merhawi Kudus (ERI)                | 58.        |
| 57         | Gorka Izagirre (ESP)               | 19.        |
| 58         | Luis León Sánchez (ESP) (landevej) | DNS-16     |

| Bora-Hansgrohe BOH | Bora-Hansgrohe BOH        | Bora-Hansgrohe BOH |
| ------------------ | ------------------------- | ------------------ |
| Nr.                | Rytter                    | Placering          |
| 61                 | Pascal Ackermann (GER)    | 131.               |
| 62                 | Martin Laas (EST)         | 140.               |
| 63                 | Felix Großschartner (AUT) | 9.                 |
| 64                 | Jay McCarthy (AUS)        | DNF-7              |
| 65                 | Ide Schelling (NED)       | 69.                |
| 66                 | Andreas Schillinger (GER) | 123.               |
| 67                 | Michael Schwarzmann (GER) | 122.               |
| 68                 | Rüdiger Selig (GER)       | 141.               |

| Ineos Grenadiers IGD | Ineos Grenadiers IGD   | Ineos Grenadiers IGD |
| -------------------- | ---------------------- | -------------------- |
| Nr.                  | Rytter                 | Placering            |
| 71                   | Chris Froome (GBR)     | 98.                  |
| 72                   | Richard Carapaz (ECU)  | 2.                   |
| 73                   | Andrey Amador (CRC)    | 52.                  |
| 74                   | Michał Gołaś (POL)     | DNS-8                |
| 75                   | Brandon Rivera (COL)   | DNF-2                |
| 76                   | Iván Sosa (COL)        | 62.                  |
| 77                   | Dylan van Baarle (NED) | 49.                  |
| 78                   | Cameron Wurf (AUS)     | 95.                  |

| Mitchelton-Scott MTS | Mitchelton-Scott MTS      | Mitchelton-Scott MTS |
| -------------------- | ------------------------- | -------------------- |
| Nr.                  | Rytter                    | Placering            |
| 81                   | Esteban Chaves (COL)      | 27.                  |
| 82                   | Tsgabu Grmay (ETH)        | 54.                  |
| 83                   | Mikel Nieve (ESP)         | 13.                  |
| 84                   | Nick Schultz (AUS)        | 25.                  |
| 85                   | Callum Scotson (AUS)      | 88.                  |
| 86                   | Dion Smith (NZL)          | 74.                  |
| 87                   | Robert Stannard (AUS)     | 76.                  |
| 88                   | Alexander Edmondson (AUS) | 135.                 |

| Groupama-FDJ GFC | Groupama-FDJ GFC         | Groupama-FDJ GFC |
| ---------------- | ------------------------ | ---------------- |
| Nr.              | Rytter                   | Placering        |
| 91               | Thibaut Pinot (FRA)      | DNS-3            |
| 92               | Bruno Armirail (FRA)     | 28.              |
| 93               | Mickaël Delage (FRA)     | 142.             |
| 94               | David Gaudu (FRA)        | 8.               |
| 95               | Matthieu Ladagnous (FRA) | DNF-11           |
| 96               | Olivier Le Gac (FRA)     | 68.              |
| 97               | Anthony Roux (FRA)       | 66.              |
| 98               | Romain Seigle (FRA)      | DNF-7            |

| EF Pro Cycling EF1 | EF Pro Cycling EF1                  | EF Pro Cycling EF1 |
| ------------------ | ----------------------------------- | ------------------ |
| Nr.                | Rytter                              | Placering          |
| 101                | Daniel Martínez (COL) (enkeltstart) | DNS-4              |
| 102                | Hugh Carthy (GBR)                   | 3.                 |
| 103                | Mitchell Docker (AUS)               | 132.               |
| 104                | Magnus Cort (DEN)                   | 67.                |
| 105                | Logan Owen (USA)                    | 105.               |
| 106                | Julius van den Berg (NED)           | 126.               |
| 107                | Tejay van Garderen (USA)            | 113.               |
| 108                | Michael Woods (CAN)                 | 34.                |

| Bahrain McLaren TBM | Bahrain McLaren TBM     | Bahrain McLaren TBM |
| ------------------- | ----------------------- | ------------------- |
| Nr.                 | Rytter                  | Placering           |
| 111                 | Wout Poels (NED)        | 6.                  |
| 112                 | Grega Bole (SLO)        | DNF-5               |
| 113                 | Santiago Buitrago (COL) | 53.                 |
| 114                 | Scott Davies (GBR)      | 111.                |
| 115                 | Kevin Inkelaar (NED)    | 138.                |
| 116                 | Matej Mohorič (SLO)     | DNS-3               |
| 117                 | Fred Wright (GBR)       | 91.                 |
| 118                 | Stephen Williams (GBR)  | DNS-11              |

| AG2R La Mondiale ALM | AG2R La Mondiale ALM      | AG2R La Mondiale ALM |
| -------------------- | ------------------------- | -------------------- |
| Nr.                  | Rytter                    | Placering            |
| 121                  | Clément Champoussin (FRA) | 31.                  |
| 122                  | Mathias Frank (SUI)       | DNF-1                |
| 123                  | Alexandre Geniez (FRA)    | DNF-1                |
| 124                  | Dorian Godon (FRA)        | 38.                  |
| 125                  | Nans Peters (FRA)         | 36.                  |
| 126                  | Harry Tanfield (GBR)      | DNF-15               |
| 127                  | Quentin Jauregui (FRA)    | DNF-11               |
| 128                  | Axel Domont (FRA)         | DNF-2                |

| CCC Team CCC | CCC Team CCC            | CCC Team CCC |
| ------------ | ----------------------- | ------------ |
| Nr.          | Rytter                  | Placering    |
| 131          | Simon Geschke (GER)     | DNS-4        |
| 132          | Will Barta (USA)        | 22.          |
| 133          | Jan Hirt (CZE)          | 56.          |
| 134          | Jakub Mareczko (ITA)    | DNF-11       |
| 135          | Michał Paluta (POL)     | 118.         |
| 136          | Łukasz Wiśniowski (POL) | 115.         |
| 137          | Georg Zimmermann (GER)  | 21.          |
| 138          | Francisco Ventoso (ESP) | DNF-5        |

| Lotto-Soudal LTS | Lotto-Soudal LTS         | Lotto-Soudal LTS |
| ---------------- | ------------------------ | ---------------- |
| Nr.              | Rytter                   | Placering        |
| 141              | Tim Wellens (BEL)        | 78.              |
| 142              | Gerben Thijssen (BEL)    | DNF-15           |
| 143              | Stan Dewulf (BEL)        | 70.              |
| 144              | Kobe Goossens (BEL)      | 24.              |
| 145              | Tomasz Marczyński (POL)  | 108.             |
| 146              | Rémy Mertz (BEL)         | 104.             |
| 147              | Tosh Van der Sande (BEL) | 96.              |
| 148              | Brent Van Moer (BEL)     | 100.             |

| Cofidis COF | Cofidis COF                      | Cofidis COF |
| ----------- | -------------------------------- | ----------- |
| Nr.         | Rytter                           | Placering   |
| 151         | Guillaume Martin (FRA)           | 14.         |
| 152         | Fernando Barceló (ESP)           | DNS-6       |
| 153         | Natnael Berhane (ERI) (landevej) | DNF-5       |
| 154         | José Herrada (ESP)               | 26.         |
| 155         | Victor Lafay (FRA)               | 81.         |
| 156         | Luis Ángel Maté (ESP)            | 23.         |
| 157         | Emmanuel Morin (FRA)             | 134.        |
| 158         | Pierre-Luc Périchon (FRA)        | 97.         |

| NTT Pro Cycling NTT | NTT Pro Cycling NTT               | NTT Pro Cycling NTT |
| ------------------- | --------------------------------- | ------------------- |
| Nr.                 | Rytter                            | Placering           |
| 161                 | Carlos Barbero (ESP)              | 107.                |
| 162                 | Stefan de Bod (RSA)               | 94.                 |
| 163                 | Nicholas Dlamini (RSA)            | DNF-11              |
| 164                 | Benjamin Dyball (AUS)             | 130.                |
| 165                 | Enrico Gasparotto (SUI)           | 120.                |
| 166                 | Michael Valgren (DEN)             | 33.                 |
| 167                 | Reinardt Janse van Rensburg (RSA) | 103.                |
| 168                 | Gino Mäder (SUI)                  | 20.                 |

| Movistar Team MOV | Movistar Team MOV        | Movistar Team MOV |
| ----------------- | ------------------------ | ----------------- |
| Nr.               | Rytter                   | Placering         |
| 171               | Alejandro Valverde (ESP) | 10.               |
| 172               | Jorge Arcas (ESP)        | 77.               |
| 173               | Imanol Erviti (ESP)      | 47.               |
| 174               | Enric Mas (ESP)          | 5.                |
| 175               | Nelson Oliveira (POR)    | 39.               |
| 176               | José Joaquín Rojas (ESP) | 32.               |
| 177               | Marc Soler (ESP)         | 18.               |
| 178               | Carlos Verona (ESP)      | 30.               |

| Israel Start-Up Nation ISN | Israel Start-Up Nation ISN | Israel Start-Up Nation ISN |
| -------------------------- | -------------------------- | -------------------------- |
| Nr.                        | Rytter                     | Placering                  |
| 181                        | Daniel Martin (IRL)        | 4.                         |
| 182                        | Omer Goldstein (ISR)       | 106.                       |
| 183                        | Reto Hollenstein (SUI)     | 72.                        |
| 184                        | James Piccoli (CAN)        | 125.                       |
| 185                        | Mihkel Räim (EST)          | 139.                       |
| 186                        | Alexis Renard (FRA)        | DNF-14                     |
| 187                        | Rory Sutherland (AUS)      | 129.                       |
| 188                        | Matteo Badilatti (SUI)     | 110.                       |

| Total Direct Énergie TDE | Total Direct Énergie TDE | Total Direct Énergie TDE |
| ------------------------ | ------------------------ | ------------------------ |
| Nr.                      | Rytter                   | Placering                |
| 191                      | Niki Terpstra (NED)      | 136.                     |
| 192                      | Lorrenzo Manzin (FRA)    | 133.                     |
| 193                      | Valentin Ferron (FRA)    | 87.                      |
| 194                      | Jonathan Hivert (FRA)    | 86.                      |
| 195                      | Pim Ligthart (NED)       | DNF-15                   |
| 196                      | Paul Ourselin (FRA)      | 79.                      |
| 197                      | Romain Sicard (FRA)      | 45.                      |
| 198                      | Julien Simon (FRA)       | 65.                      |

| Caja Rural-Seguros RGA CJR | Caja Rural-Seguros RGA CJR     | Caja Rural-Seguros RGA CJR |
| -------------------------- | ------------------------------ | -------------------------- |
| Nr.                        | Rytter                         | Placering                  |
| 201                        | Jonathan Lastra (ESP)          | 61.                        |
| 202                        | Jon Aberasturi (ESP)           | 117.                       |
| 203                        | Julen Amezqueta (ESP)          | 50.                        |
| 204                        | Aritz Bagües (ESP)             | 92.                        |
| 205                        | Jefferson Alveiro Cepeda (ECU) | 116.                       |
| 206                        | Jhojan García (COL)            | 71.                        |
| 207                        | Héctor Sáez (ESP)              | DNF-11                     |
| 208                        | Gonzalo Serrano (ESP)          | 57.                        |

| Burgos-BH BBH | Burgos-BH BBH            | Burgos-BH BBH |
| ------------- | ------------------------ | ------------- |
| Nr.           | Rytter                   | Placering     |
| 211           | Ángel Madrazo (ESP)      | 43.           |
| 212           | Jetse Bol (NED)          | 80.           |
| 213           | Óscar Cabedo (ESP)       | 63.           |
| 214           | Jesús Ezquerra (ESP)     | 89.           |
| 215           | Alex Molenaar (NED)      | 128.          |
| 216           | Juan Felipe Osorio (COL) | 114.          |
| 217           | Willie Smit (RSA)        | 73.           |
| 218           | Ricardo Vilela (POR)     | 99.           |